# Abbaye de Bloemkamp
L’ancienne abbaye de Bloemkamp (en néerlandais : Abdij Bloemkamp, en latin : Floridus campus) était un monastère de moines cisterciens. Fondé à la fin du XIIe siècle à Hartwerd au Nord-est de Bolsward en Frise (Pays-Bas), il fut supprimé en 1579 lorsque le protestantisme fut imposé en Frise. Il n’en reste aucun vestige.

## Histoire
Vers 1190-1192 une communauté monastique cistercienne est fondée par trois frères, Tethard, Herdrad et Sybold venus de l’abbaye de Klaarkamp. L’abbaye est donc de la filiation de Clairvaux. Baudouin II de Hollande, évêque d’Utrecht en bénit la fondation, Tethart en est le premier abbé, il a Herdrad comme prieur. Le deuxième abbé sera Wighard.
En 1345, le comte Guillaume IV de Hollande, mort lors d’un affrontement avec les Frisons, est enterré dans l’église abbatiale.
Durant le conflit – guerre civile entre Schieringers et Vetkoopers – qui déchira la Frise aux XIVe et XVe siècles l’abbaye prit le parti des Schieringers et en 1347, sous l’abbatiat du 12e abbé, Melkulpus, elle prit même les armes contre l’abbaye de Pingjum. L’également belliqueux Renicus Camga, abbé à partir de 1377, fut en guerre contre les moines de Ludingakerk, partisans des ‘Vetkoopers’. Les combats qui eurent lieu contre Ludingakerk en 1380 et 1420, autant qu’une autre bataille contre les bourgeois de Bolsward, contribuèrent au déclin de l’abbaye. L’inondation catastrophique de 1464 qui causa de sérieux dégâts au domaine monastique aggravât la situation. 
Cependant l’abbaye se rétablit rapidement et fut même en mesure de se construire une bibliothèque, une infirmerie et des quartiers d’été pour les moines. Son prestige fut rétabli à tel point qu'en l'année 1499, l’abbé Pierre Poppingawier fut nommé membre du conseil supérieur de Frise.
Au XVIe siècle les conflits deviennent religieux. Après une première alerte en 1515, le 28 mars 1535, l’abbaye est envahie et endommagée par une bande de 300 Anabaptistes mais ils sont rapidement défaits et nombre d’entre eux sont exécutés par les troupes de Georges Schenck, stadhouder de Frise. 
En 1572 l’abbaye est détruite par les protestants mais la communauté de moines survit jusqu’en 1579, date à laquelle le protestantisme est imposé à toute la Frise. Le père abbé est emprisonné, les biens de l’abbaye sont confisqués et son domaine est vendu en parcelles. 
Il ne reste rien des bâtiments de l’abbaye. Seule la toponymie locale rappelle son existence passée. La localité actuelle « Oldeclooster », en Frise, tient son nom de l’ancienne abbaye.

## Source
- Article adapté à partir de sa version sur la Wikipédia anglophone